# カシュガル駅
カシュガル駅（カシュガルえき、中文表記: 喀什站）は、中華人民共和国新疆ウイグル自治区カシュガル地区疏附県に所在する、中国国家鉄路集団の駅。

## 概要
カシュガル市中心部から東に約6km離れたところに位置している。
旅客および貨物を取り扱う一等駅であり、ウルムチ鉄路局が管轄している。現在、南疆線と喀和線の2路線が相互連続する形で乗り入れている。

## 駅構造
単式ホームと島式ホーム各1面を有する地上駅。この他に貨物扱い施設も有する。

## 所属路線
- 南疆線：本駅が終点、トルファン駅起点より1,445km、ウルムチ南駅より1588km
- 喀和線：本駅が起点で、終点ホータン駅まで488km

## 利用状況
2013年3月現在、旅客列車はウルムチ南駅との間で1日3往復運転されている。2往復は当駅始発であるが、1往復は喀和線ホータン駅始発である。

## 駅周辺
- 中鉄快運喀什営業部
- 満園春招待所
- 満園春快餐
- 老四川餐庁
- 金順源小吃
- 敏疆川味川菜特色小吃店
- 中国郵政火車站儲蓄所
- 中国信合喀什市農村信用合作聯社火車站信用社
- 火車站家属区

## 歴史
- 1999年12月6日 - 南疆線が全線開通したことに伴い当駅が開業[4]。
- 2010年12月30日 - 喀和線開業。先ず貨物営業から開始される[5]。
- 2011年6月28日 - 喀和線の旅客営業を開始する[6]。
- 2016年7月31日 - 新疆ウイグル自治区以外の地域への直通列車（陝西省・宝鶏行き）、当駅発として初めて運転される[7]。

## 駅ギャラリー

### 駅舎

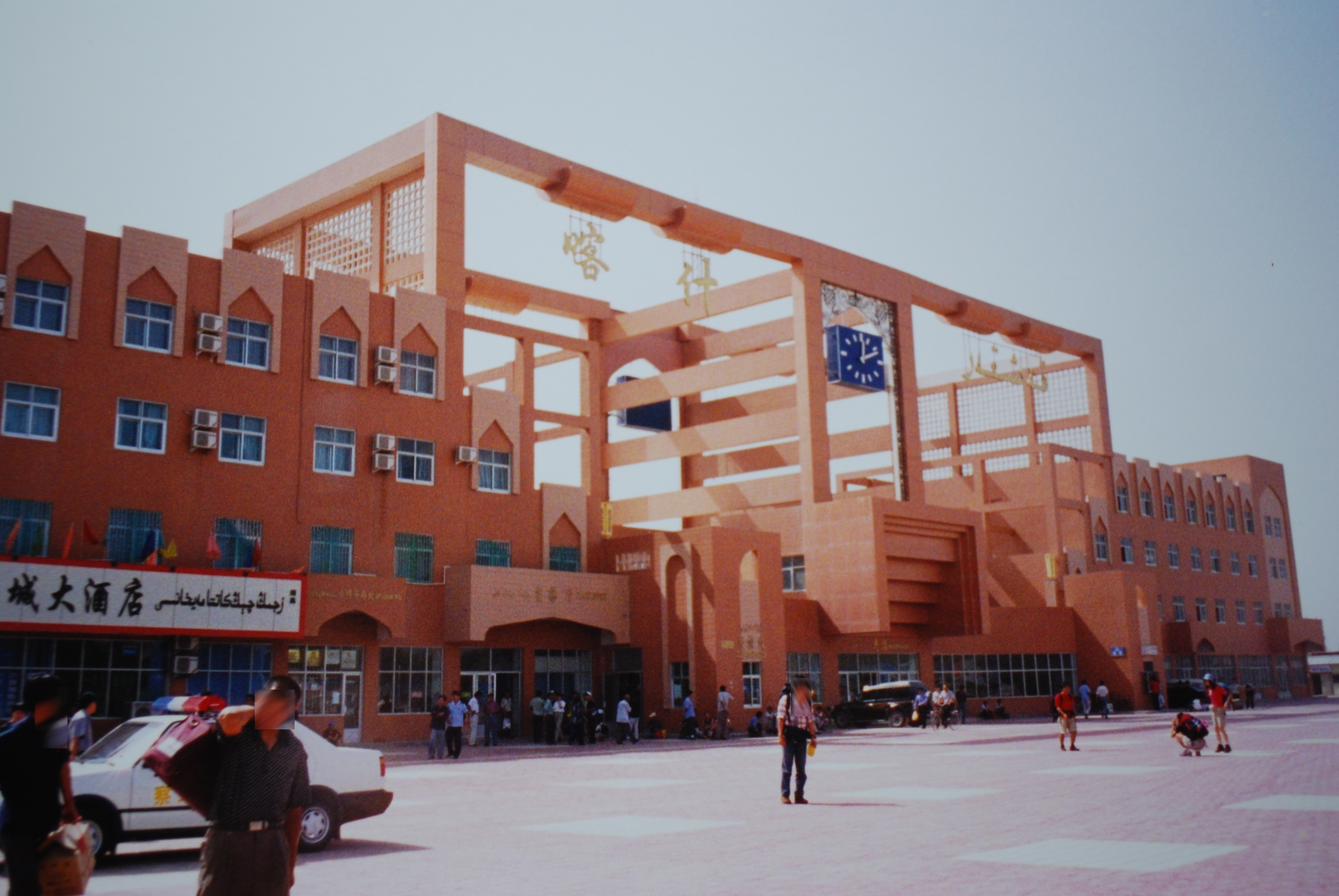
2001年7月頃当時の駅舎
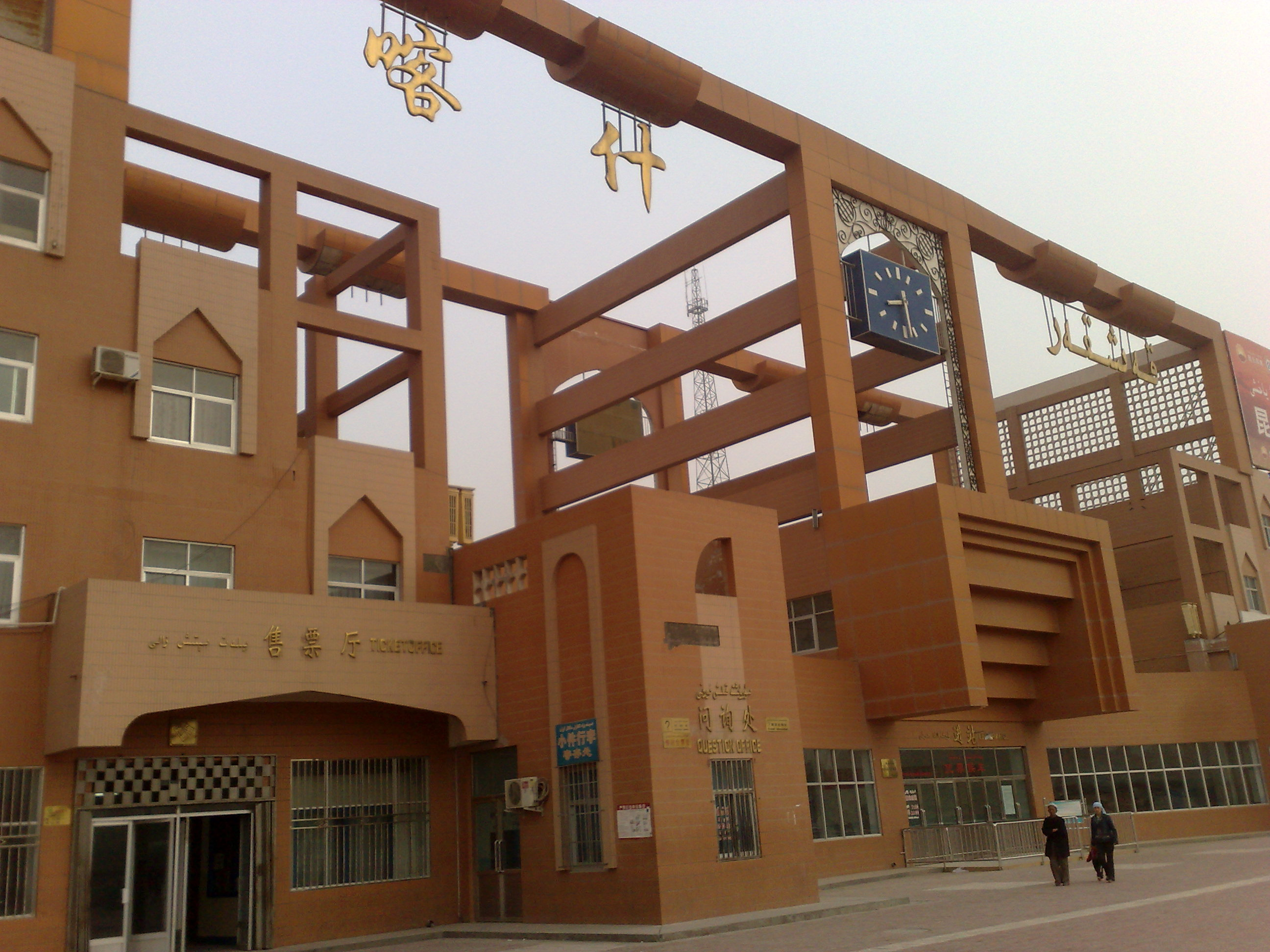
乗車券類売場（售票厅）出入口付近《2008年》

### 駅構内

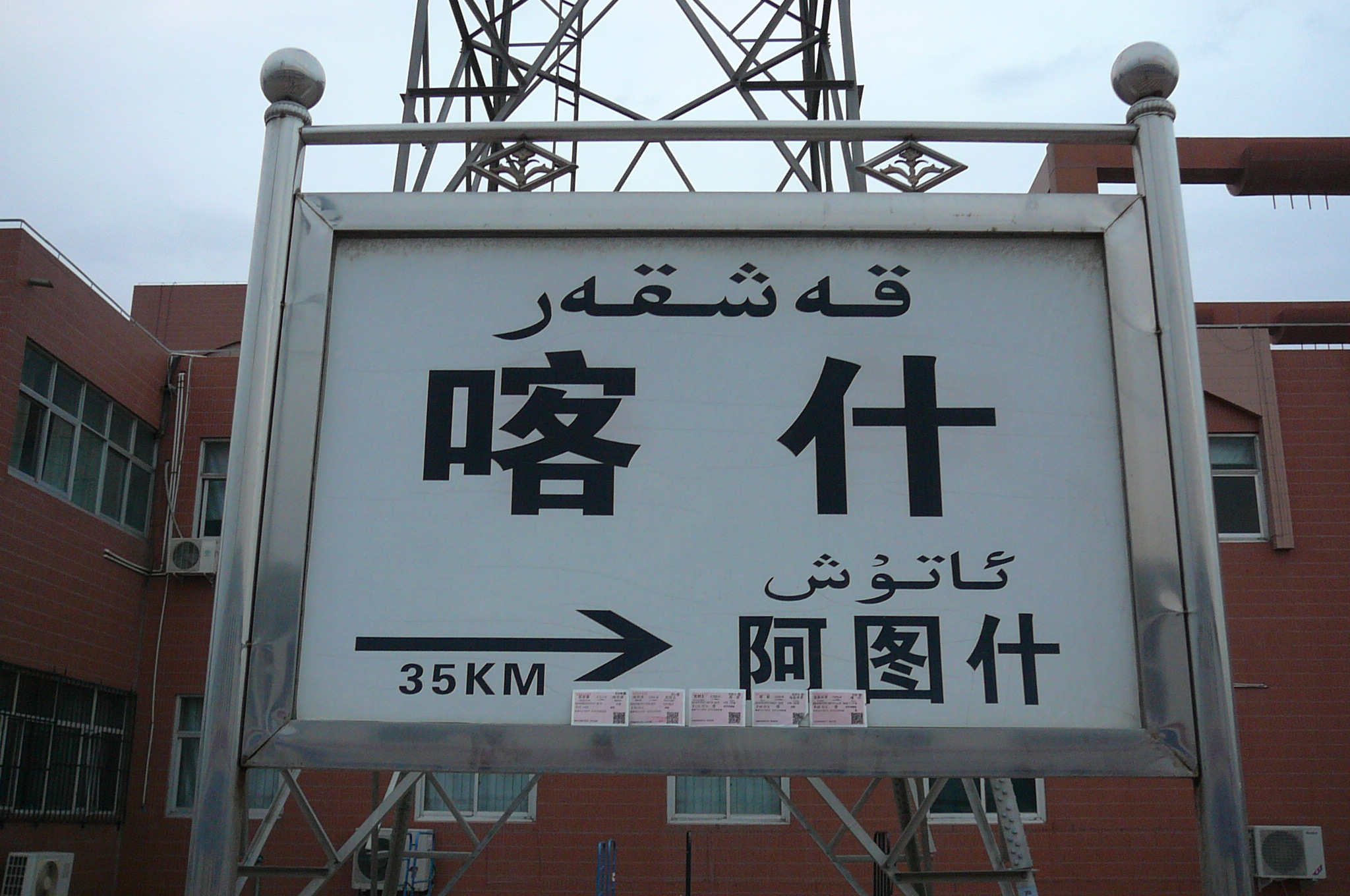
2010年7月頃当時の駅名標。このとき、ホータン方（喀和線）は未開業
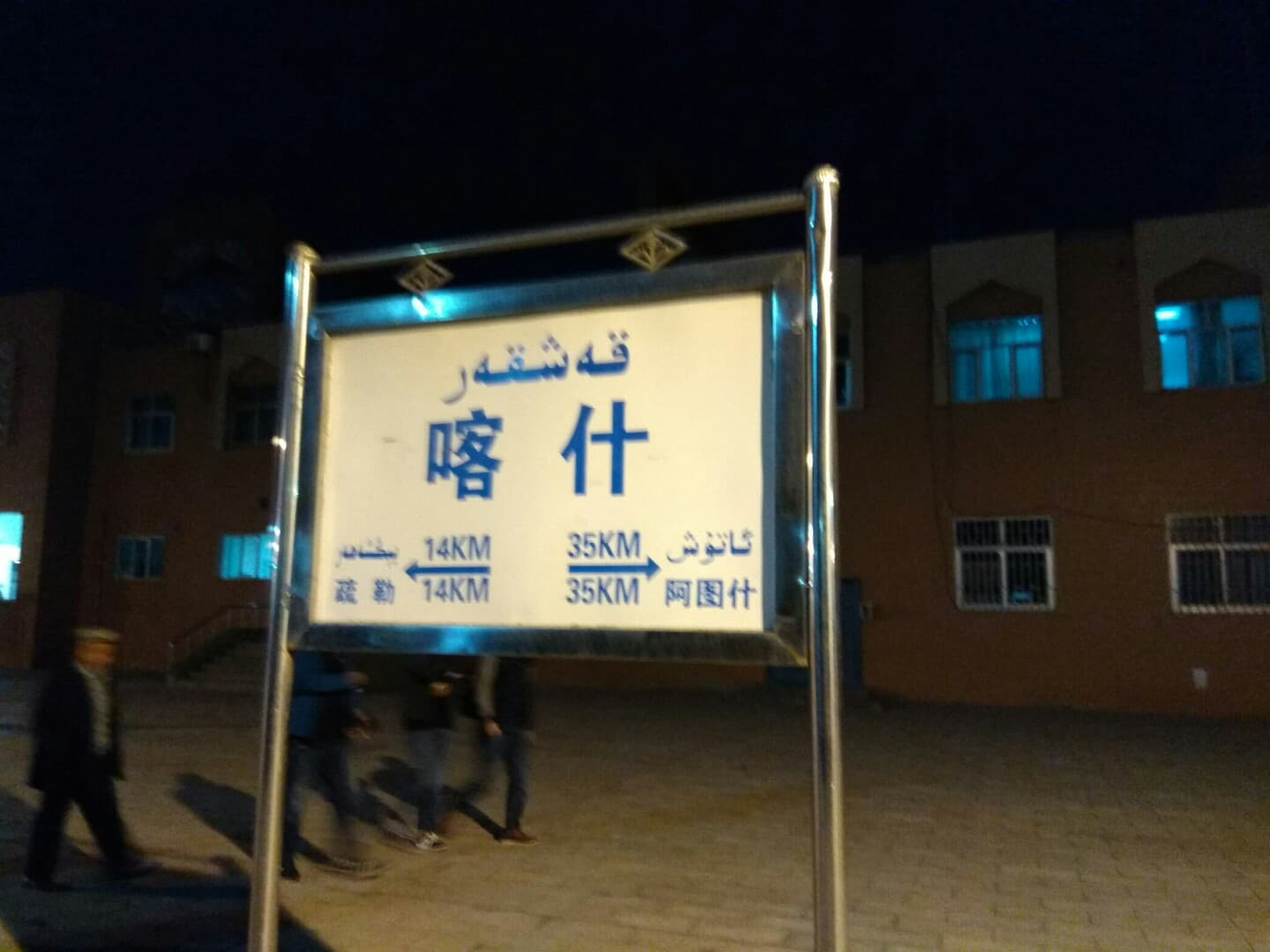
2017年9月頃当時の駅名標。既に喀和線は開業済みだが、向かって右下に見えるコルラ方隣駅表記は「阿图什」のまま
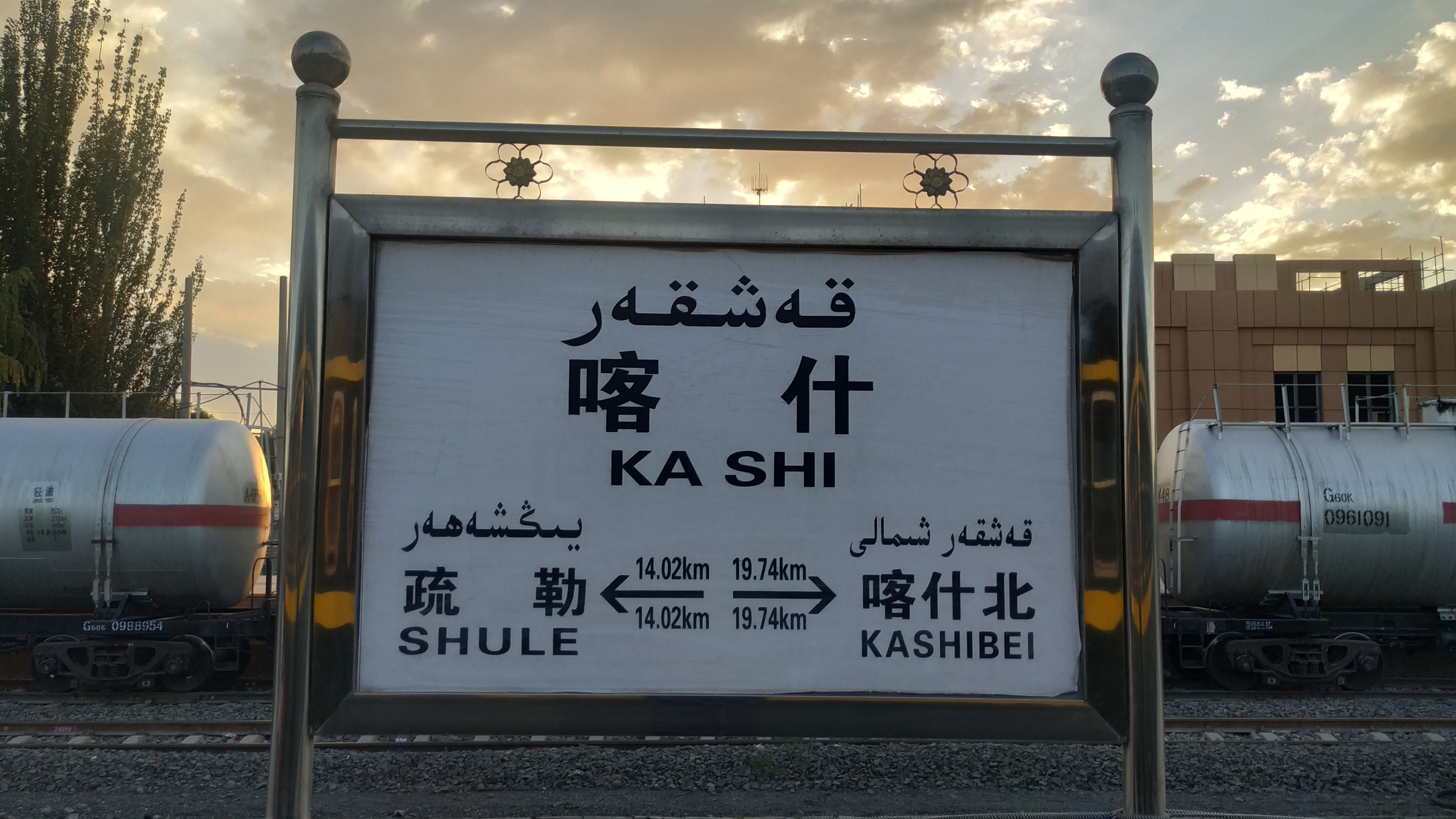
2019年7月頃当時の駅名標（島式ホーム上）。向かって右下に見えるコルラ方隣駅表記が「喀什北」に置き換わっている
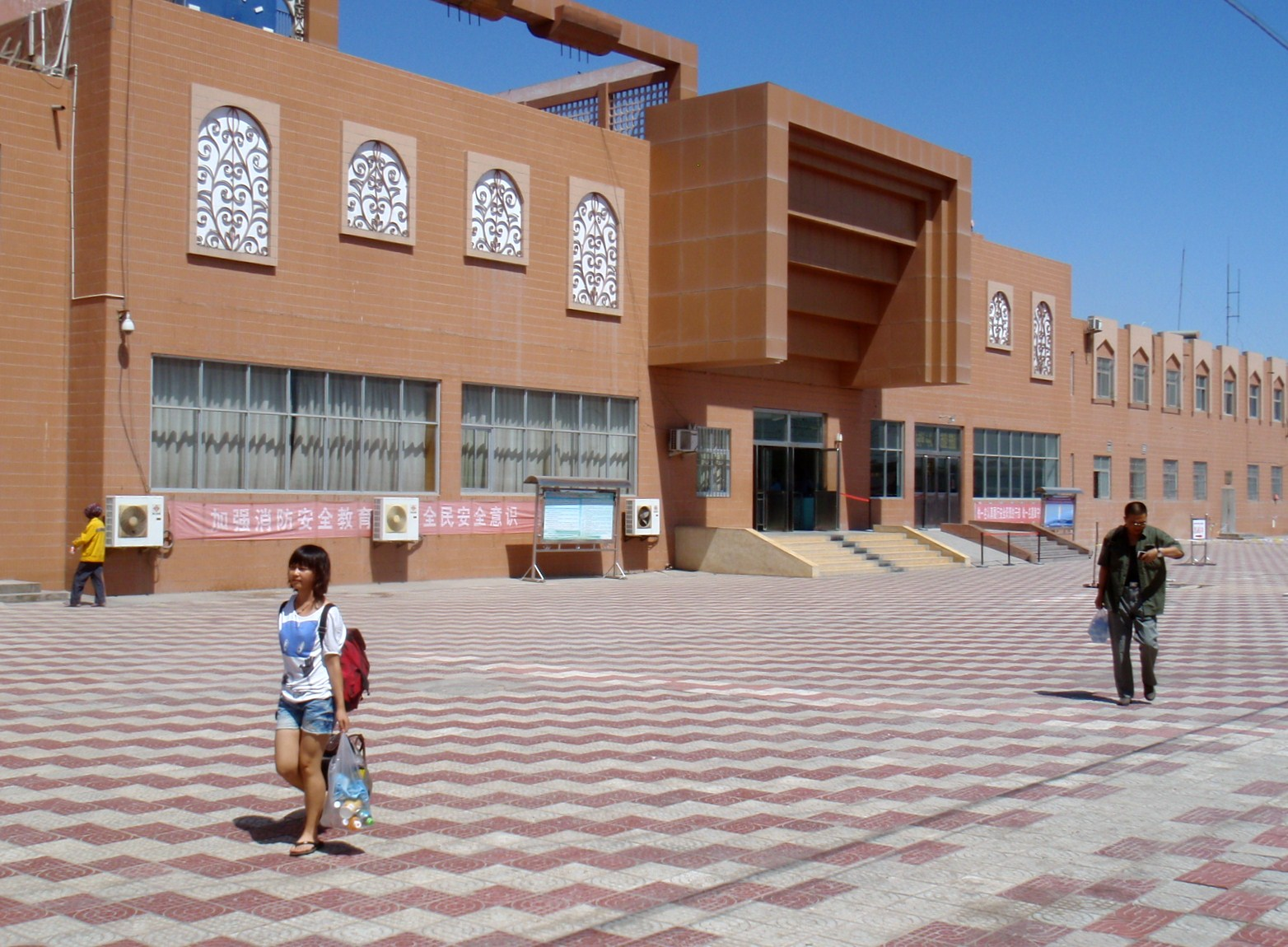
プラットホーム（単式ホーム）上から見える駅舎の一部《2011年》
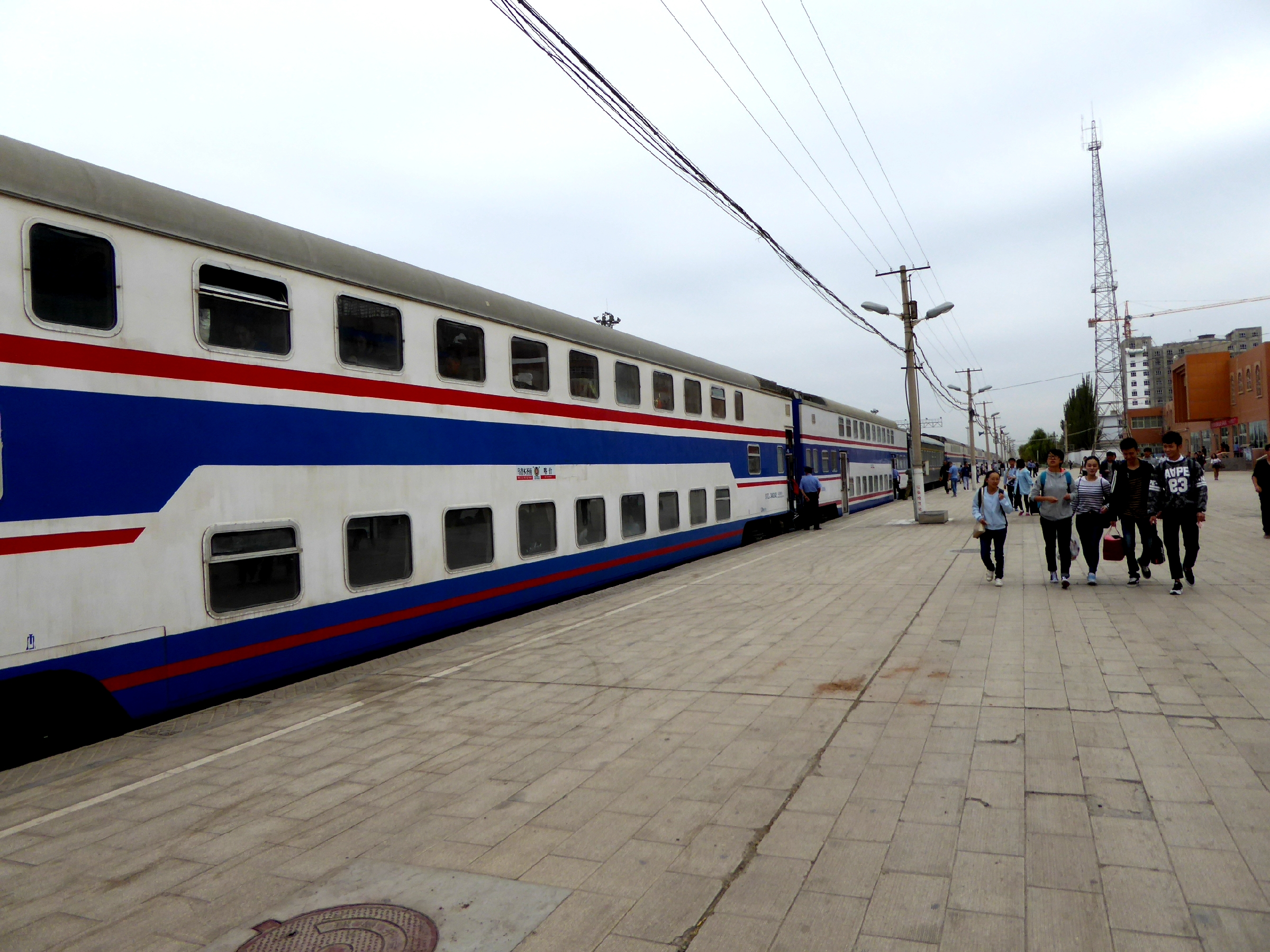
単式ホーム《2015年》
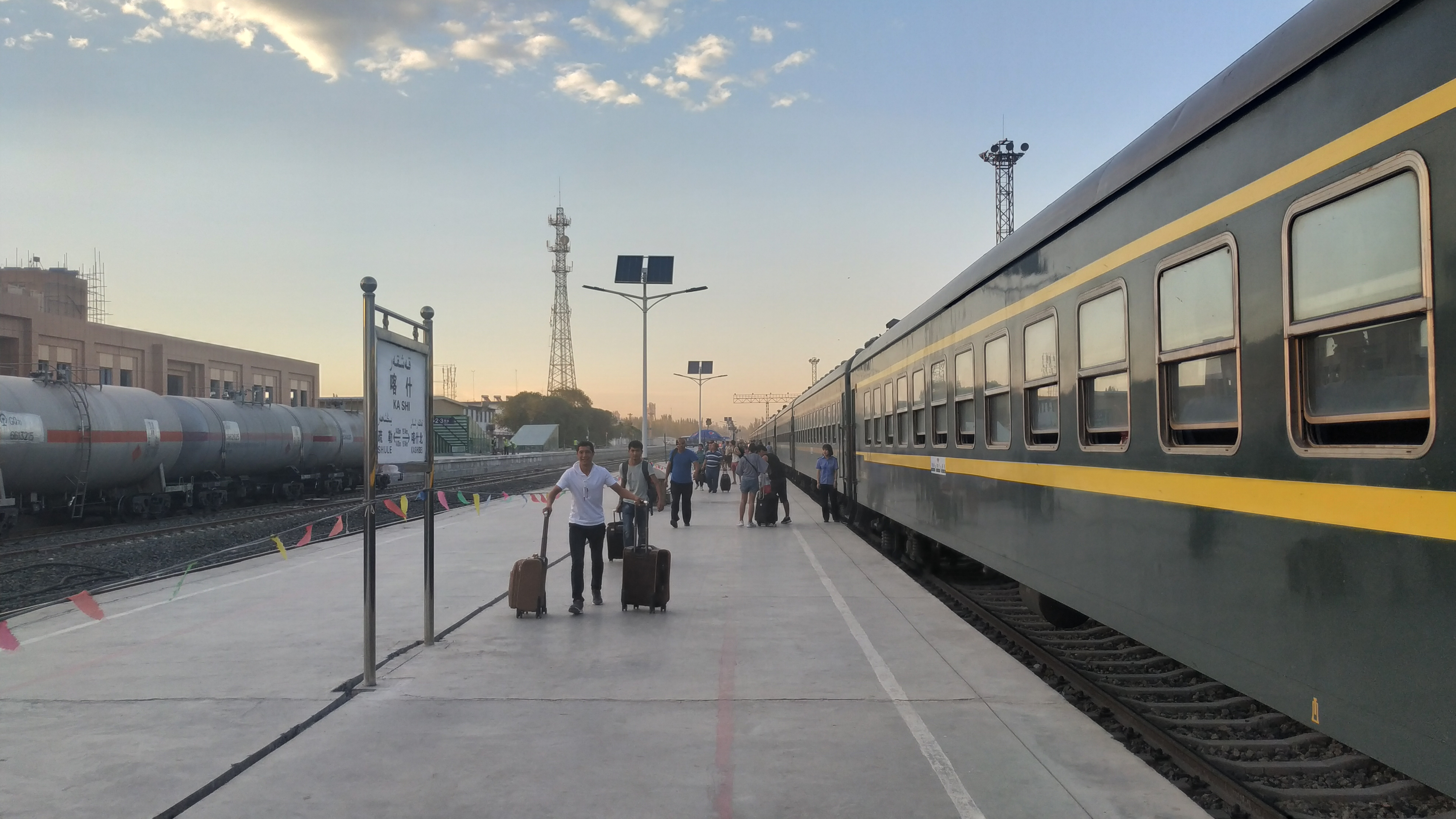
島式ホーム《2019年》。向かって左手奥に見える単式ホーム（一部）上に島式ホームに通ずる地下道出入口が見える

## 隣の駅
中国国家鉄路集団
南疆線
アルトゥシュ（阿図什）駅 - カシュガル北駅 - カシュガル駅
喀和線
カシュガル駅 - 疏勒駅